# Giuseppe Placido Nicolini
Monseigneur Giuseppe Placido Maria Nicolini OSB, né à Villazzano, une frazione de la ville de Trente, le 6 janvier 1877 et mort dans la même ville le 25 novembre 1973, fut l'évêque catholique d'Assise de 1928 à 1973. Avant de servir comme évêque, il a été ordonné prêtre bénédictin en 1899 et en 1919, nommé abbé de la Santissima Trinità di Cava de 'Tirreni. Pendant la Seconde Guerre mondiale, il a créé le « réseau Assise » qui a fourni un abri à des centaines de Juifs.

## Sauvetage des juifs
Lorsque les nazis ont commencé à rassembler des juifs pendant l'occupation nazie de l'Italie, Nicolini a ordonné au père Aldo Brunacci de mener une opération de sauvetage, connue sous le nom de réseau d'Assise. Nicolini a autorisé la dissimulation des Juifs dans des endroits fermés aux étrangers par les règlements monastiques et son « Comité d'Assistance » a transformé Assise en un abri pour de nombreux Juifs, tout en aidant les autres à traverser la ville en toute sécurité vers d'autres lieux surs. Des abris ont été aménagés dans 26 monastères et couvents, et des faux papiers de transit ont été fournis. Nicolini a été reconnu comme Juste parmi les nations par Yad Vashem en 1977.
Giuseppe Placido Nicolini est inhumé dans la cathédrale d'Assise.